# Album al numero uno nella Billboard 200 nel 1980
Di seguito è proposta la lista degli album al numero uno nella Billboard 200 nel 1980.
Durante il 1980, 12 album hanno raggiunto la prima posizione della Billboard 200. Di questi, solamente l'album Double Fantasy di John Lennon e Yōko Ono ha proseguito il suo dominio durante l'anno successivo, fino a febbraio 1981.

## Billboard 200
| † | Indica l'album con le migliori prestazioni del 1980 |

| Data         | Album                                      | Artista                            | Tot. sett. #1 | Fonti  |
| ------------ | ------------------------------------------ | ---------------------------------- | ------------- | ------ |
| 5 gennaio    | On the Radio: Greatest Hits Volumes I & II | Donna Summer                       | 1             | [ 1 ]  |
| 12 gennaio   | Bee Gee's Greatest                         | Bee Gees                           | 1             | [ 2 ]  |
| 19 gennaio   | The Wall †                                 | Pink Floyd                         | 15            | [ 3 ]  |
| 26 gennaio   | The Wall †                                 | Pink Floyd                         | 15            | [ 4 ]  |
| 2 febbraio   | The Wall †                                 | Pink Floyd                         | 15            | [ 5 ]  |
| 9 febbraio   | The Wall †                                 | Pink Floyd                         | 15            | [ 6 ]  |
| 16 febbraio  | The Wall †                                 | Pink Floyd                         | 15            | [ 7 ]  |
| 23 febbraio  | The Wall †                                 | Pink Floyd                         | 15            | [ 8 ]  |
| 1 marzo      | The Wall †                                 | Pink Floyd                         | 15            | [ 9 ]  |
| 8 marzo      | The Wall †                                 | Pink Floyd                         | 15            | [ 10 ] |
| 15 marzo     | The Wall †                                 | Pink Floyd                         | 15            | [ 11 ] |
| 22 marzo     | The Wall †                                 | Pink Floyd                         | 15            | [ 12 ] |
| 29 marzo     | The Wall †                                 | Pink Floyd                         | 15            | [ 13 ] |
| 5 aprile     | The Wall †                                 | Pink Floyd                         | 15            | [ 14 ] |
| 12 aprile    | The Wall †                                 | Pink Floyd                         | 15            | [ 15 ] |
| 19 aprile    | The Wall †                                 | Pink Floyd                         | 15            | [ 16 ] |
| 26 aprile    | The Wall †                                 | Pink Floyd                         | 15            | [ 17 ] |
| 3 maggio     | Against the Wind                           | Bob Seger & The Silver Bullet Band | 6             | [ 18 ] |
| 10 maggio    | Against the Wind                           | Bob Seger & The Silver Bullet Band | 6             | [ 19 ] |
| 17 maggio    | Against the Wind                           | Bob Seger & The Silver Bullet Band | 6             | [ 20 ] |
| 24 maggio    | Against the Wind                           | Bob Seger & The Silver Bullet Band | 6             | [ 21 ] |
| 31 maggio    | Against the Wind                           | Bob Seger & The Silver Bullet Band | 6             | [ 22 ] |
| 7 giugno     | Against the Wind                           | Bob Seger & The Silver Bullet Band | 6             | [ 23 ] |
| 14 giugno    | Glass Houses                               | Billy Joel                         | 6             | [ 24 ] |
| 21 giugno    | Glass Houses                               | Billy Joel                         | 6             | [ 25 ] |
| 28 giugno    | Glass Houses                               | Billy Joel                         | 6             | [ 26 ] |
| 5 luglio     | Glass Houses                               | Billy Joel                         | 6             | [ 27 ] |
| 12 luglio    | Glass Houses                               | Billy Joel                         | 6             | [ 28 ] |
| 19 luglio    | Glass Houses                               | Billy Joel                         | 6             | [ 29 ] |
| 26 luglio    | Emotional Rescue                           | The Rolling Stones                 | 7             | [ 30 ] |
| 2 agosto     | Emotional Rescue                           | The Rolling Stones                 | 7             | [ 31 ] |
| 9 agosto     | Emotional Rescue                           | The Rolling Stones                 | 7             | [ 32 ] |
| 16 agosto    | Emotional Rescue                           | The Rolling Stones                 | 7             | [ 33 ] |
| 23 agosto    | Emotional Rescue                           | The Rolling Stones                 | 7             | [ 34 ] |
| 30 agosto    | Emotional Rescue                           | The Rolling Stones                 | 7             | [ 35 ] |
| 6 settembre  | Emotional Rescue                           | The Rolling Stones                 | 7             | [ 36 ] |
| 13 settembre | Hold Out                                   | Jackson Browne                     | 1             | [ 37 ] |
| 20 settembre | The Game                                   | Queen                              | 5             | [ 38 ] |
| 27 settembre | The Game                                   | Queen                              | 5             | [ 39 ] |
| 4 ottobre    | The Game                                   | Queen                              | 5             | [ 40 ] |
| 11 ottobre   | The Game                                   | Queen                              | 5             | [ 41 ] |
| 18 ottobre   | The Game                                   | Queen                              | 5             | [ 42 ] |
| 25 ottobre   | Guilty                                     | Barbra Streisand                   | 3             | [ 43 ] |
| 1 novembre   | Guilty                                     | Barbra Streisand                   | 3             | [ 44 ] |
| 8 novembre   | The River                                  | Bruce Springsteen                  | 4             | [ 45 ] |
| 15 novembre  | The River                                  | Bruce Springsteen                  | 4             | [ 46 ] |
| 22 novembre  | The River                                  | Bruce Springsteen                  | 4             | [ 47 ] |
| 29 novembre  | The River                                  | Bruce Springsteen                  | 4             | [ 48 ] |
| 6 dicembre   | Guilty                                     | Barbra Streisand                   | 3             | [ 49 ] |
| 13 dicembre  | Kenny Rogers' Greatest Hits                | Kenny Rogers                       | 2             | [ 50 ] |
| 20 dicembre  | Kenny Rogers' Greatest Hits                | Kenny Rogers                       | 2             | [ 51 ] |
| 27 dicembre  | Double Fantasy                             | John Lennon & Yōko Ono             | 8             | [ 52 ] |

Note:
1. ↑  Ha raggiunto il numero 1 anche nel 1981